# Дом А. А. Сачкова
Дом купца А. А. Сачкова — историческое здание в Ульяновске. Построен в 1909 году. С 1973 года — объект культурного наследия регионального значения. Расположен на улице Льва Толстого, дом 73. В доме размещается епархиальное управление.

## История
Точной даты постройки дома неизвестна, но с начала XIX века он был деревянным. В разное время им владели известные симбиряне: герой наполеоновских войн Александр Крылов, отставной поручик Аполлон Юрлов, здесь 13 сентября 1833 года Юрловы принимали у себя Александра Сергеевича Пушкина, который совершал путешествие с целью сбора материала для «Истории Пугачёвского бунта». Затем домом владел коллежский асессор Александр Анненков. В 1863 году домовладение перешло к купцам Тельновым. В это время было построено два здания: одноэтажный деревянный, на каменном полуэтаже, дом и двухэтажный каменный флигель. С 1882 года усадьба принадлежала семье Фёдора Арнольдова — коллежского советника, главного хирурга Симбирской губернской больницы. Начиная с 1896 года домовладение площадью более 1900 квадратных саженей с многочисленными строениями и большим садом постепенно распродавалось мелкими участками. В 1908 году сенгилеевская мещанка М. Е. Кубасова перепродала усадьбу купцу I гильдии Александру Сачкову (сын А. Д. Сачкова) — почётному мировому судье, попечителю детских приютов. На тот момент все строения были деревянными. Новый хозяин заказал проект реконструкции здания Августу Августовичу Шодэ. Главный дом был облицован кирпичом и расширен. Были достроены новые строения: гараж для автомобиля, помещение для кучера, каретник, конюшня, дровяник, ледник с каменными сводами, курятник. В 1918 году дом Сачкова был национализирован. В нём разместился отдел ГПУ / НКВД. В 1930-е годы в глубине сада было построено новое трёхэтажное здание тюрьмы (ныне не существует). В 40-е годы подвалы-спецкамеры были заложены кирпичными стенами, а копать что-либо на территории управления категорически воспрещалось. В 1954 году НКВД выехало из особняка. К концу 50-х часть помещений бывшего купеческого дома занимала медсанчасть КГБ, а позже, в 70-е годы, особняк назывался зданием филиала гостиницы «Волга» и был отдан на баланс Ульяновскому авиационно-промышленному комплексу. В 1992 году здание было передано Ульяновской епархии.

### Охранный статус
Решением Исполнительного комитета Ульяновского областного Совета депутатов трудящихся от 06.12.1973 г. № 834 «О дополнительном списке памятников истории и культуры г. Ульяновска и области, подлежащих государственной охране», Жилой дом г. Ульяновск, ул. Льва Толстого, 73 (ранее ул. Льва Толстого, 89), получил статус объект культурного наследия города Ульяновска регионального значения.

## Архитектура
Дом находится он на пересечении улиц Льва Толстого и Железной Дивизии. Усадьба на этом месте существовала с начала XIX века. Над парапетными столбиками крыши здания помещены скульптурные вазы с «огнем». Стиль Шодэ всегда отличителен по декоративным украшениям. И на этом здании лепные женские головы в овалах люкарн, на столбиках парапета — вазы, в углах кровли — львиные маски, весом каждая в 20 килограмм. В плане дом Г- образен, внутреннее расположение помещений характерно для дворянской России XVIII — первой половины XIX веков. Но со временем архитектурный облик претерпел изменения: утрачен балкон со стороны двора и парапетная металлическая решетка сохранилась лишь на западном фасаде.

## Галерея

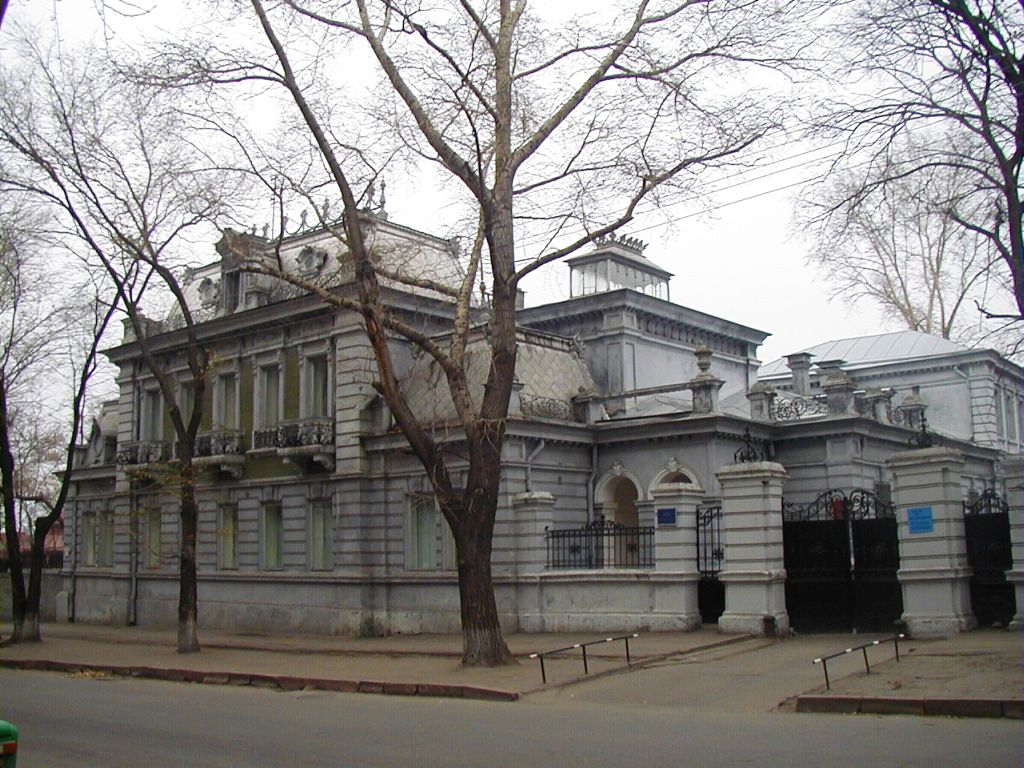
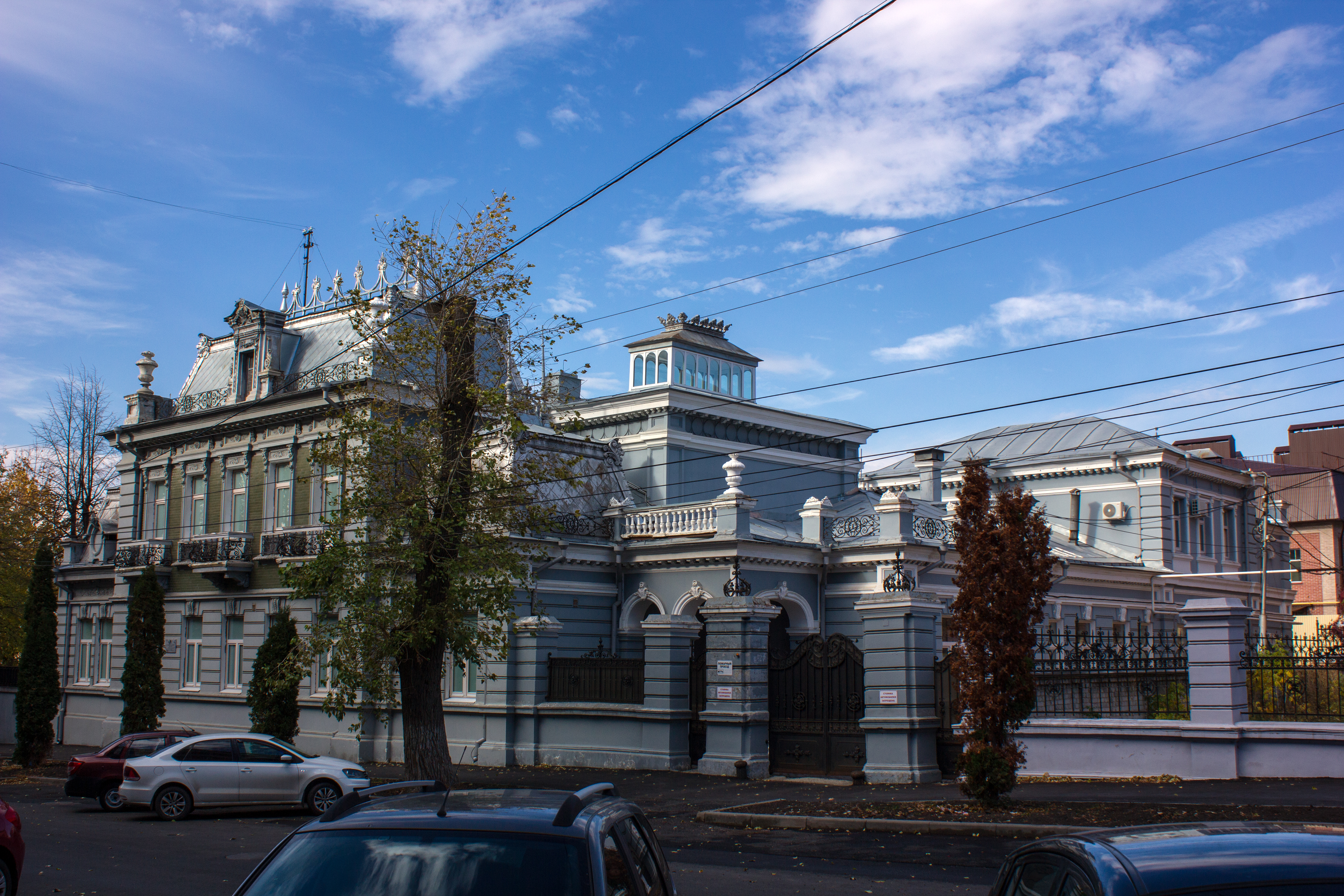
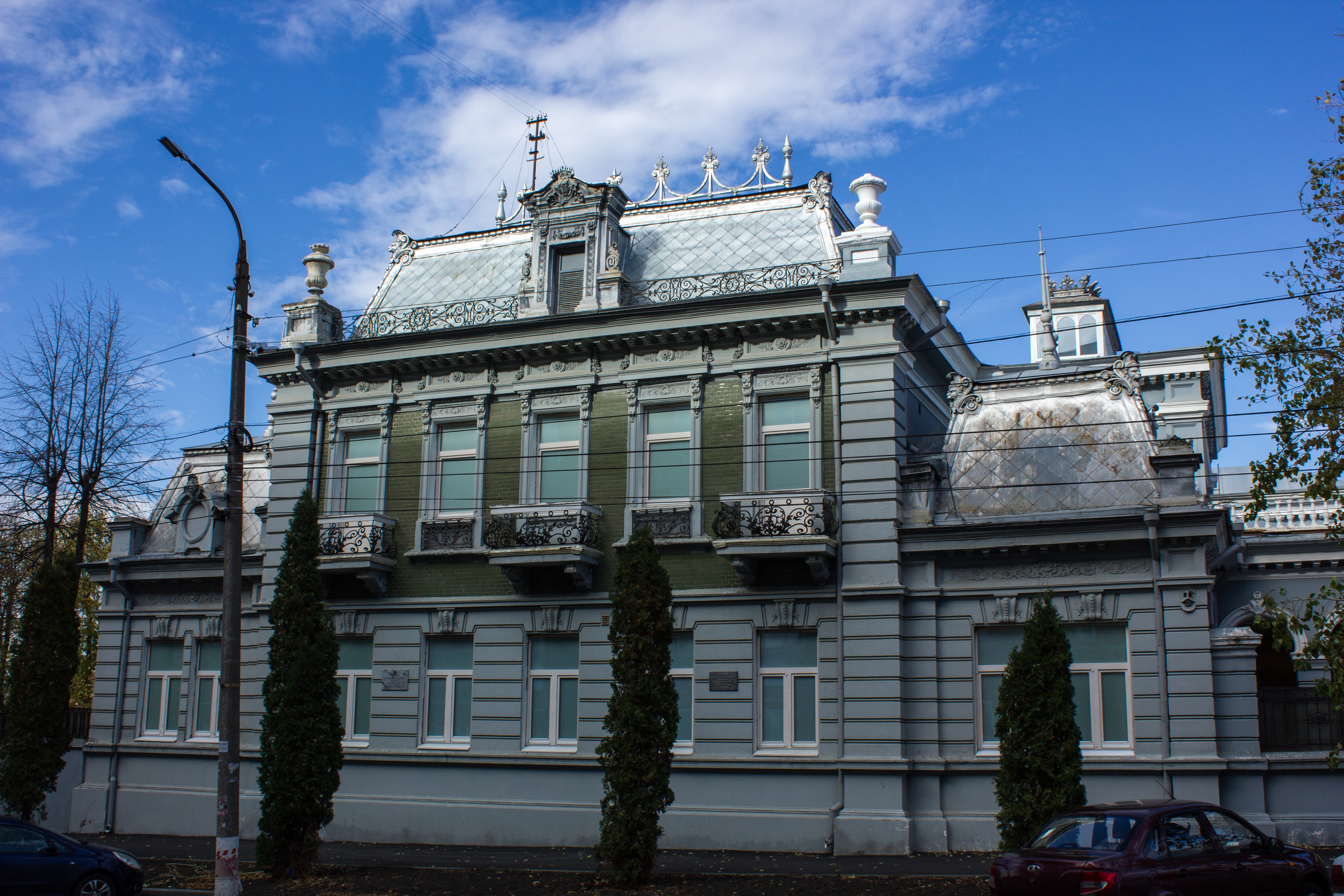
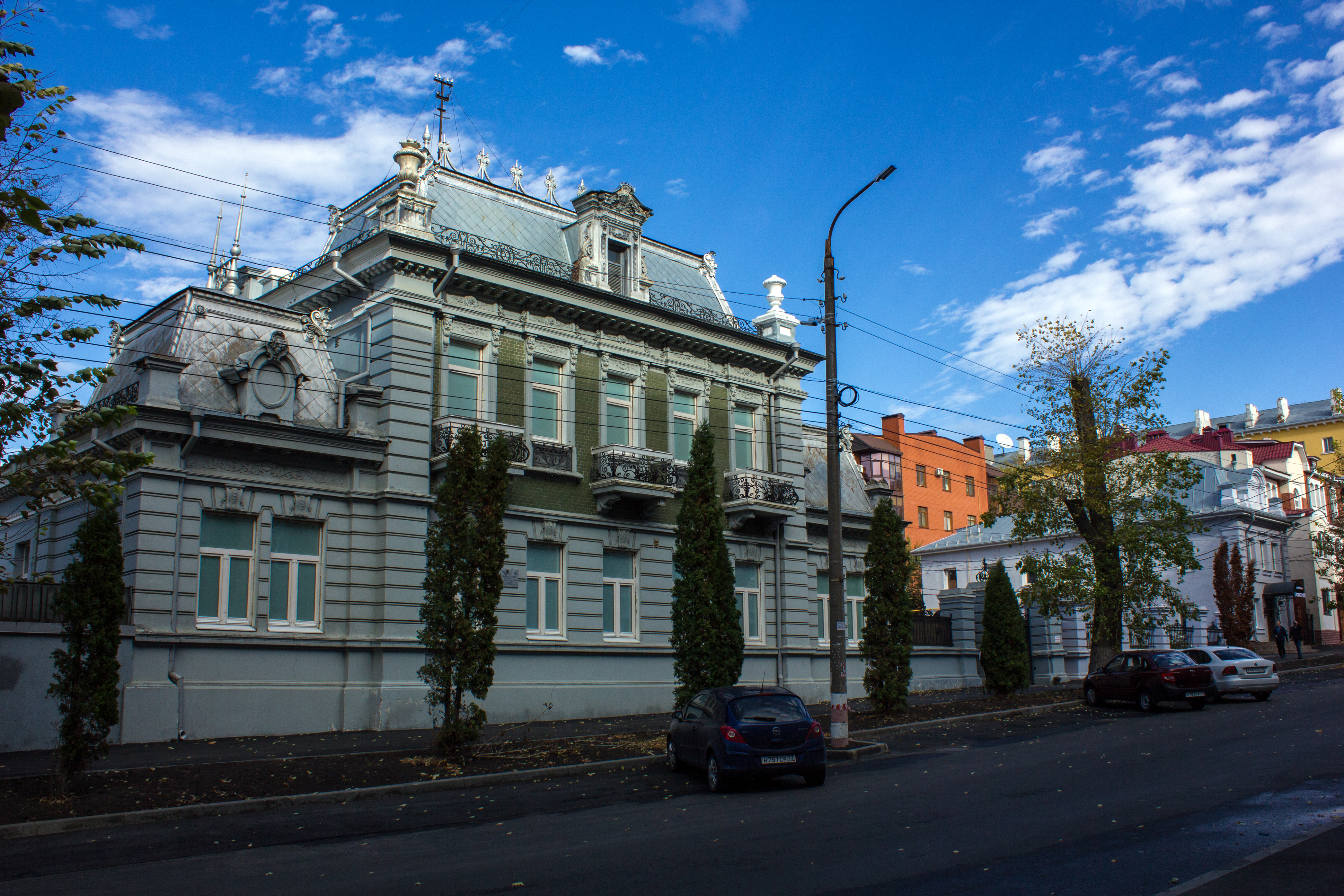
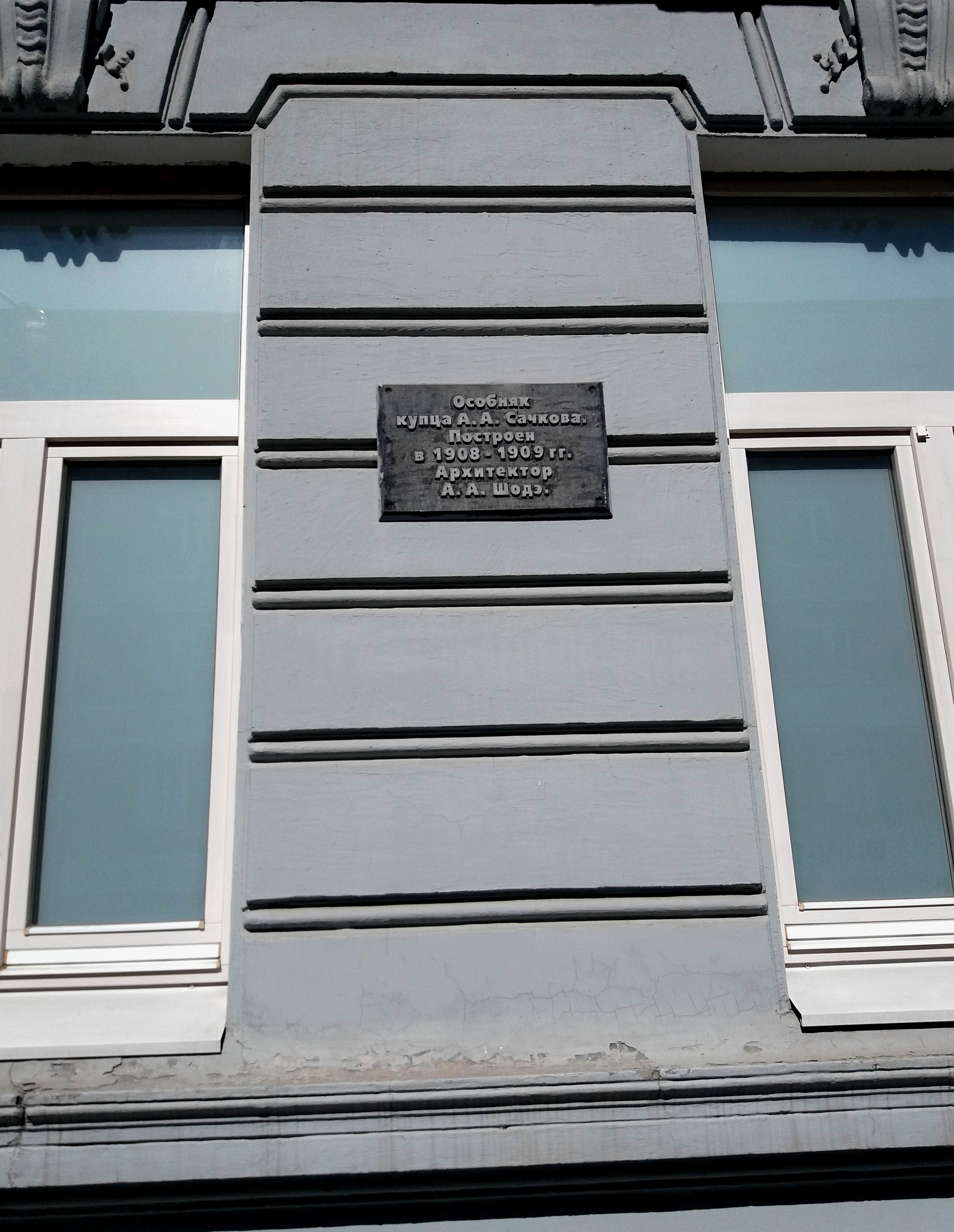
Мемориальная доска архитектору А. А. Шодэ
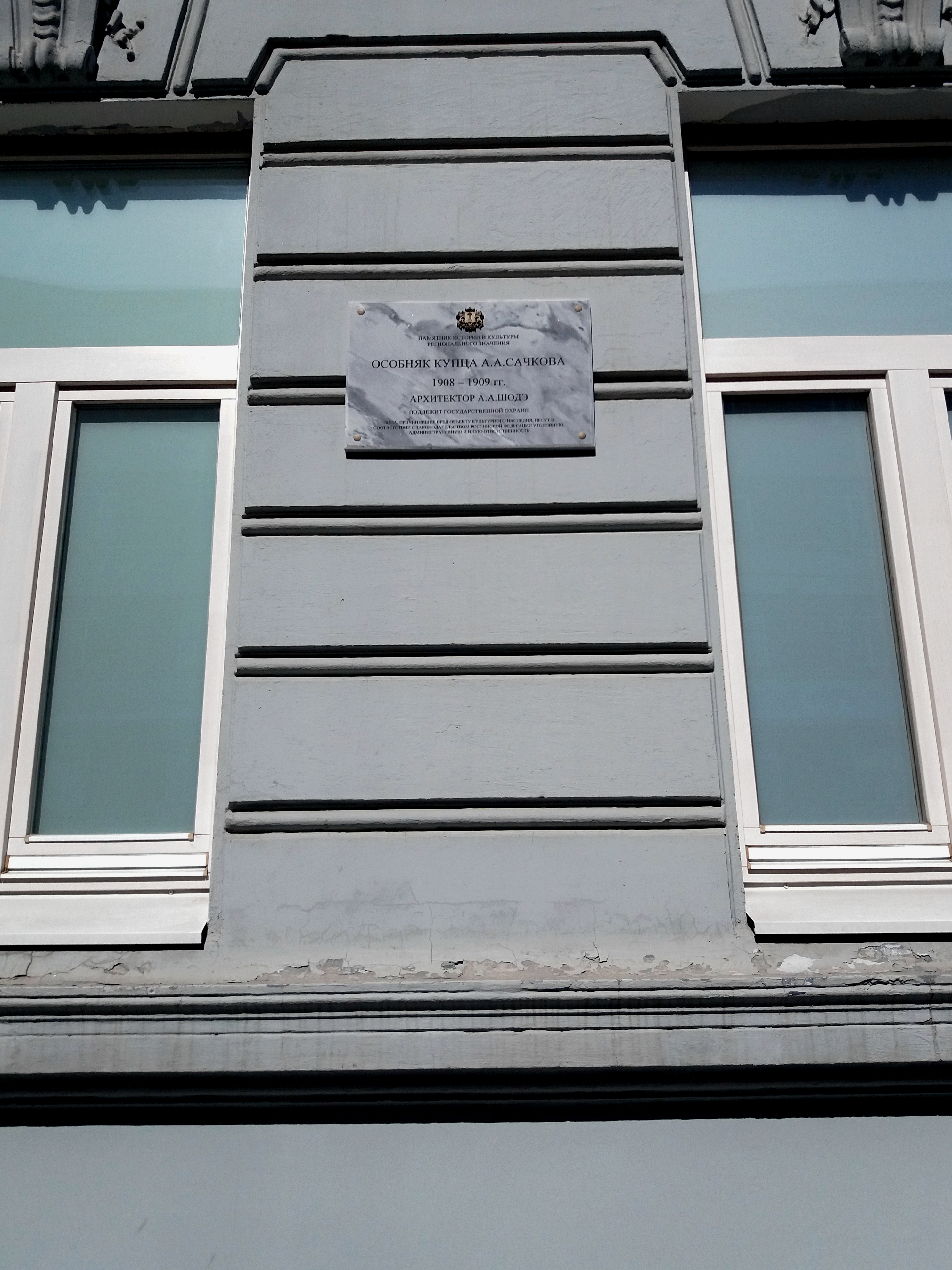
Мемориальная доска архитектору А. А. Шодэ.